# Liste der Orte im Landkreis Göppingen
Die Liste der Orte im Landkreis Göppingen listet die geographisch getrennten Orte (Ortsteile, Stadtteile, Dörfer, Weiler, Höfe, (Einzel-)Häuser) im Landkreis Göppingen auf.
Grundlage für diese Liste sind die in der Literaturquelle von Kohlhammer (1978) Das Land Baden-Württemberg. Amtliche Beschreibung nach Kreisen und Gemeinden. Band III: Regierungsbezirk Stuttgart, Regionalverband Mittlerer Neckar. genannten Orte. Zusätzlich bestehende Orte, die in der grundlegenden Literaturquelle nicht genannt wurden, oder inzwischen aufgegangene Orte, die zum Zeitpunkt der Literaturquelle noch vom angrenzenden Hauptort getrennt lagen, werden üblicherweise nach der Quelle www.leo-bw.de mit zusätzlichen Einzelnachweisen erfasst.

## Systematische Liste
Alphabet der Städte und Gemeinden mit den zugehörigen Orten.
- Adelberg mit dem Dorf Adelberg, dem Weiler Adelberg-Kloster und den Wohnplätzen Herrenmühle, Mittelmühle und Zachersmühle.
- Aichelberg mit dem Dorf Aichelberg.
- Albershausen mit dem Dorf Albershausen, dem Weiler Schafhof und dem Gehöft Öschlenshof.
- Bad Boll mit dem Dorf Boll, dem Ort Bad Boll und dem Weiler Eckwälden.
- Bad Ditzenbach mit den Gemeindeteilen Auendorf, Bad Ditzenbach und Gosbach.
  - Zu Auendorf das Dorf Auendorf und der Wohnplatz Hardtsmühle.
  - Zu Bad Ditzenbach das Dorf Bad Ditzenbach und das Gehöft Schonderhöhe.
  - Zu Gosbach das Dorf Gosbach und das Gehöft Großmannshof.
- Bad Überkingen mit den Gemeindeteilen Bad Überkingen, Hausen an der Fils und Unterböhringen.
  - Zu Bad Überkingen das Dorf Bad Überkingen.
  - Zu Hausen an der Fils das Dorf Hausen an der Fils.
  - Zu Unterböhringen das Dorf Unterböhringen, der Weiler Oberböhringen und die Wohnplätze Michelsberg und Wasserberghaus.
- Birenbach mit dem Dorf Birenbach und dem Weiler Schützenhof (auch zu Wäschenbeuren).
- Böhmenkirch mit den Gemeindeteilen Böhmenkirch, Schnittlingen, Steinenkirch und Treffelhausen.
  - Zu Böhmenkirch das Dorf Böhmenkirch und der Weiler Heidhöfe.
  - Zu Schnittlingen das Dorf Schnittlingen und die Wohnplätze Berg (Funkstelle) und Ziegelhütte.
  - Zu Steinenkirch das Dorf Steinenkirch, der Weiler Trasenberg, das Gehöft Lindenhof und die Wohnplätze Obere Roggenmühle und Ravenstein.
  - Zu Treffelhausen das Dorf Treffelhausen.
- Börtlingen mit dem Dorf Börtlingen, den Weilern Breech und Zell, den Höfen Ödweiler und Schweizerhof und dem Wohnplatz Schneiderhof.
- Deggingen mit den Gemeindeteilen Deggingen und Reichenbach im Täle.
  - Zu Deggingen das Dorf Deggingen, der Weiler Berneck, Kirche und Kloster Ave Maria (Tugstein) und die Wohnplätze Bierkeller und Nordalb.
  - Zu Reichenbach im Täle das Dorf Reichenbach im Täle und das Gehöft Gairen.
- Donzdorf mit den Stadtteilen Donzdorf, Reichenbach unter Rechberg und Winzingen.
  - Zu Donzdorf die Stadt Donzdorf, die Weiler Berghof, Grünbach, Hagenbuch, Hochberg, Kuchalb und Unterweckerstell, die Höfe Messelhof, Oberweckerstell, Rindersteig, Scharfenhof, Schmelzofen und Vogelhof und die Wohnplätze Hagenbucher Mühle, Hürbelsbach, Immenreute, Lautergarten und Steinernes Kreuz.
  - Zu Reichenbach unter Rechberg das Dorf Reichenbach unter Rechberg, die Weiler Aichhöfle und Birkhof, die Höfe Bäuerleshof, Böppeleshof, Bühlhof, Dangelhof, Feldhöfle, Haldenhof, Hasenhof, Ilgenhof, Kratzerhof, Lauxenhof, Schattenhof, Schillingshof, Stappenhof, Staudenhof, Striethof, Strietmühle, Täscherhof, Weberhäusle und Zirschberg, Schloss und Hof Ramsberg und der Wohnplatz Messenhalden.
  - Zu Winzingen das Dorf Winzingen.
- Drackenstein mit dem Dorf Oberdrackenstein, dem Weiler Unterdrackenstein und dem Gehöft Kölleshof.
- Dürnau mit dem Dorf Dürnau und den Wohnplätzen Ölmühle und Wilhelmshöhe.
- Ebersbach an der Fils mit den Stadtteilen Bünzwangen, Ebersbach an der Fils, Roßwälden und Weiler ob der Fils.
  - Zu Bünzwangen das Dorf Bünzwangen.
  - Zu Ebersbach an der Fils der Ort Ebersbach an der Fils und die Gemeindeteile Büchenbronn, Krapfenreut und Sulpach.
  - Zu Roßwälden das Dorf Roßwälden.
  - Zu Weiler ob der Fils das Dorf Weiler ob der Fils.
- Eschenbach mit dem Dorf Eschenbach, dem Weiler Lotenberg und dem Gehöft Iltishof.
- Eislingen/Fils mit der Stadt Eislingen/Fils, dem Weiler Eschenbäche, dem Stadtteil Krummwälden und den Höfen Näherhof, Stumpenhof und Täleshof.
- Gammelshausen mit dem Dorf Gammelshausen.
- Geislingen an der Steige mit den Stadtteilen Aufhausen, Eybach, Geislingen an der Steige, Stötten, Türkheim, Waldhausen und Weiler ob Helfenstein.
  - Zu Aufhausen das Dorf Aufhausen und das Gehöft Wannenhöfe.
  - Zu Eybach das Dorf Eybach, das Gehöft Christofshof und die Wohnplätze Oßmannsweiler und Untere Roggenmühle.
  - Zu Geislingen an der Steige die Stadt Geislingen an der Steige, der Stadtteil Geislingen-Altenstadt und die Wohnplätze Schimmelmühle, Steigmühle und Ziegelhütte.
  - Zu Stötten das Dorf Stötten.
  - Zu Türkheim die Dörfer Türkheim und Wittingen.
  - Zu Waldhausen das Dorf Waldhausen.
  - Zu Weiler ob Helfenstein das Dorf Weiler ob Helfenstein, der Weiler Hofstett am Steig und die Höfe Battenau und Lindenhof.
- Gingen an der Fils mit dem Dorf Gingen an der Fils und dem Weiler Grünenberg.
- Göppingen[2] mit den Stadtbezirken Bartenbach, Bezgenriet, Faurndau, Hohenstaufen, Holzheim, Jebenhausen und Maitis.
  - Zu Bartenbach das Dorf Bartenbach und die Weiler Lerchenberg und Krettenhof[3]
  - Zu Bezgenriet das Dorf Bezgenriet und die Siedlung Schopflenberg
  - Zu Faurndau das Dorf Faurndau.
  - Zu Göppingen die Stadt Göppingen
  - Zu Hohenstaufen der Ort Hohenstaufen, die Weiler Hirschhof und Hohrain, die Höfe Brühlhof, Gotthardshof, In der Wanne, Maitishof und Vaihinger Hof und der Wohnplatz Ziegelhütte.
  - Zu Holzheim, das Dorf Holzheim und die Siedlungen St. Gotthardt, Manzen und Ursenwang.
  - Zu Jebenhausen das Dorf Jebenhausen
  - Zu Maitis das Dorf Maitis und der Ort Lenglingen.
- Gruibingen mit dem Dorf Gruibingen, dem Gehöft Kaltenwanghof und dem Wohnplatz Exenmühle.
- Hattenhofen mit dem Dorf Hattenhofen und dem Gehöft Riedenhof.
- Heiningen mit dem Dorf Heiningen, dem Weiler Lotenberg und dem Gehöft Eitleshof.
- Hohenstadt mit dem Dorf Hohenstadt und dem Gehöft Weilerhöhe.
- Kuchen mit dem Dorf Kuchen und dem Wohnplatz Süddeutsche Baumwolleinindustrie.
- Lauterstein mit den Stadtteilen Nenningen und Weißenstein.
  - Zu Nenningen das Dorf Nenningen.
  - Zu Weißenstein die Stadt Weißenstein und die Wohnplätze Lützelalb, Rupertstetten und Steighaus.
- Mühlhausen im Täle mit dem Dorf Mühlhausen im Täle, dem Gehöft Eselhöfe und dem Wohnplatz Todtsburg.
- Ottenbach mit dem Dorf Ottenbach, den Weilern Geyrenwald, Jackenhof, Kitzen, Schurrhof und Stixenhöfe, den Höfen Bärenhöfe, Breitfelder Hof, Cyriakushof, Etzberg, Feuerleshof, Fladenhof, Haldenhof, Herbenhof, Holzhäuser Hof, Kübelhof, Lindenhöfe, Lochhof, Merzenhöfe, Neuhof, Obergruppenhof, Obermühleisenhof, Peterlingshöfe, Saurenhof, Schonterhöfe, Sonnental (Fuchstal), Strudelhof, Untermühleisenhöfe, Waldenhof und Wannenhof und dem Wohnplatz Schafhöfle.
- Rechberghausen mit dem Dorf Rechberghausen, dem Weiler Oberhausen und dem Gehöft Schloßhof.
- Salach mit dem Dorf Salach, dem Weiler Bärenbach, den Höfen Bärenbachhof, Bärenhöfle, Baierhof, Kapfhöfe und Staufeneck und dem Wohnplatz Au.
- Schlat mit dem Dorf Schlat, den Weilern Rommental und Ursenwang und dem Gehöft Fuchseckhof.
- Schlierbach mit dem Dorf Schlierbach.
- Süßen mit der Stadt Süßen und dem Gehöft Näherhof.
- Uhingen mit den Stadtteilen Baiereck, Holzhausen, Sparwiesen und Uhingen.
  - Zu Baiereck das Dorf Baiereck und die Weiler Nassach und Unterhütt.
  - Zu Holzhausen das Dorf Holzhausen.
  - Zu Sparwiesen das Dorf Sparwiesen.
  - Zu Uhingen die Stadt Uhingen, die Weiler Diegelsberg, Nassachmühle, Schloss und Gehöft Filseck, das Gehöft Weilenberger Hof und die Wohnplätze Charlottenhof und Kies.
- Wangen mit den Gemeindeteilen Oberwälden und Wangen.
  - Zu Oberwälden das Dorf Oberwälden.
  - Zu Wangen das Dorf Wangen.
- Wäschenbeuren mit dem Dorf Wäschenbeuren, den Weilern Krettenhof (zumindest heute zumindest überwiegend zu Göppingen[3]), Lindenbronn und Wäscherhof, dem Gehöft Beutenmühle und den Wohnplätzen Schützenhof (auch zu Birenbach) und Ziegelhütte.
- Wiesensteig mit der Stadt Wiesensteig, den Höfen Bläsiberg, Eckhöfe, Heidental, Reußenstein und Ziegelhof und den Wohnplätzen Lämmerbuckel und Papiermühle.
- Zell unter Aichelberg mit dem Dorf Zell unter Aichelberg, dem Weiler Pliensbach und dem Gehöft Erlenwasen.

## Alphabetische Liste
In Fettschrift erscheinen die Orte, die namengebend für die Gemeinde sind, in Kursivschrift Einzelhäuser, Häusergruppen, Burgen, Schlösser und Höfe. Zusätzliche bestehende kleine Orte nach der Quelle www.leo-bw.de werden dort in aller Regel nicht wie in der Listengrundlage nach Weiler/Siedlung/Wohnplatz usw. differenziert, sondern einheitlich als Wohnplatz klassifiziert, dieser Ortsteiltyp wird hier entsprechend kursiviert übernommen.

### A
- Adelberg
- Adelberg-Kloster zu Adelberg
- Aichelberg
- Aichhöfle zu Donzdorf
- Albershausen
- Au zu Salach
- Auendorf zu Bad Ditzenbach
- Aufhausen zu Geislingen an der Steige
- Ave Maria (Tugstein) zu Deggingen

### B
- Bad Boll (Hauptort ist Boll)
- Bad Ditzenbach
- Bad Überkingen
- Baiereck zu Uhingen
- Baierhof zu Salach
- Bärenbach zu Salach
- Bärenbachhof zu Salach
- Bärenhöfe zu Ottenbach
- Bartenbach zu Göppingen
- Battenau zu Geislingen an der Steige
- Bäuerleshof zu Donzdorf
- Berg (Funkstelle) zu Böhmenkirch
- Berghof zu Donzdorf
- Berneck zu Deggingen
- Beutenmühle zu Wäschenbeuren
- Bezgenriet zu Göppingen
- Bierkeller zu Deggingen
- Birenbach
- Birkhof zu Donzdorf
- Bläsiberg zu Wiesensteig
- Böhmenkirch
- Boll zu Bad Boll
- Böppeleshof zu Donzdorf
- Börtlingen
- Breech zu Börtlingen
- Breitfelder Hof zu Ottenbach
- Brühlhof zu Göppingen
- Büchenbronn zu Ebersbach an der Fils
- Bühlhof zu Donzdorf
- Bünzwangen zu Ebersbach an der Fils

### C
- Charlottenhof zu Uhingen
- Christofshof zu Geislingen an der Steige
- Cyriakushof zu Ottenbach

### D
- Dangelhof zu Donzdorf
- Deggingen
- Diegelsberg zu Uhingen
- Donzdorf
- Dürnau

### E
- Ebersbach an der Fils
- Eckhöfe zu Wiesensteig
- Eckwälden zu Bad Boll
- Eislingen/Fils
- Eitleshof zu Heiningen
- Erlenwasen zu Zell unter Aichelberg
- Eschenbach
- Eschenbäche zu Eislingen/Fils
- Eselhöfe zu Mühlhausen im Täle
- Etzberg zu Ottenbach
- Exenmühle zu Gruibingen
- Eybach zu Geislingen an der Steige

### F
- Faurndau zu Göppingen
- Feldhöfle zu Donzdorf
- Feuerleshof zu Ottenbach
- Filseck zu Uhingen
- Fladenhof zu Ottenbach
- Fuchseckhof zu Schlat

### G
- Gairen zu Deggingen
- Gammelshausen
- Geislingen an der Steige
- Geislingen-Altenstadt zu Geislingen an der Steige
- Geyrenwald zu Ottenbach
- Gingen an der Fils
- Göppingen
- Gosbach zu Bad Ditzenbach
- Gotthardshof zu Göppingen
- Gruibingen
- Grünbach zu Donzdorf
- Grünenberg zu Gingen an der Fils

### H
- Hagenbuch zu Donzdorf
- Hagenbucher Mühle zu Donzdorf
- Haldenhof zu Donzdorf
- Haldenhof zu Ottenbach
- Hardtsmühle zu Bad Ditzenbach
- Hasenhof zu Donzdorf
- Hattenhofen
- Hausen an der Fils zu Bad Überkingen
- Heidental zu Wiesensteig
- Heidhöfe zu Böhmenkirch
- Heiningen
- Herbenhof zu Ottenbach
- Herrenmühle zu Adelberg
- Hirschhof zu Göppingen
- Hochberg zu Donzdorf
- Hofstett am Steig zu Geislingen an der Steige
- Hohenstadt
- Hohenstaufen zu Göppingen
- Hohrain zu Göppingen
- Holzhausen zu Uhingen
- Holzhäuser Hof zu Ottenbach
- Holzheim zu Göppingen
- Hürbelsbach zu Donzdorf

### I
- Ilgenhof zu Donzdorf
- Iltishof zu Eschenbach
- Immenreute zu Donzdorf
- In der Wanne zu Göppingen

### J
- Jackenhof zu Ottenbach
- Jebenhausen zu Göppingen

### K
- Kaltenwanghof zu Gruibingen
- Kapfhöfe zu Salach
- Kies zu Uhingen
- Kitzen zu Ottenbach
- Kölleshof zu Drackenstein
- Krapfenreut zu Ebersbach an der Fils
- Kratzerhof zu Donzdorf
- Krettenhof zu Göppingen (früher nur zu Wäschenbeuren, dieser Siedlubngsteil heute angeblich aufgegangen[3])
- Krummwälden zu Eislingen/Fils
- Kübelhof zu Ottenbach
- Kuchalb zu Donzdorf
- Kuchen

### L
- Lämmerbuckel zu Wiesensteig
- Lautergarten zu Donzdorf
- Lauxenhof zu Donzdorf
- Lenglingen zu Göppingen
- Lerchenberg zu Göppingen
- Lindenbronn zu Wäschenbeuren
- Lindenhof zu Böhmenkirch
- Lindenhof zu Geislingen an der Steige
- Lindenhöfe zu Ottenbach
- Lochhof zu Ottenbach
- Lotenberg zu Eschenbach
- Lotenberg zu Heiningen
- Lützelalb zu Lauterstein

### M
- Maitis zu Göppingen
- Maitishof zu Göppingen
- Manzen zu Göppingen
- Merzenhöfe zu Ottenbach
- Messelhof zu Donzdorf
- Messenhalden zu Donzdorf
- Michelsberg zu Bad Überkingen
- Mittelmühle zu Adelberg
- Mühlhausen im Täle

### N
- Näherhof zu Eislingen/Fils
- Näherhof zu Süßen
- Nassach zu Uhingen
- Nassachmühle zu Uhingen
- Nenningen zu Lauterstein
- Neuhof zu Ottenbach
- Nordalb zu Deggingen

### O
- Oberböhringen zu Bad Überkingen
- Oberdrackenstein zu Drackenstein
- Obere Roggenmühle zu Böhmenkirch
- Obergruppenhof zu Ottenbach
- Oberhausen zu Rechberghausen
- Obermühleisenhof zu Ottenbach
- Oberwälden zu Wangen
- Oberweckerstell zu Donzdorf
- Ödweiler zu Börtlingen
- Ölmühle zu Dürnau
- Öschlenshof zu Albershausen
- Oßmannsweiler zu Geislingen an der Steige
- Ottenbach

### P
- Papiermühle zu Wiesensteig
- Peterlingshöfe zu Ottenbach
- Pliensbach zu Zell unter Aichelberg

### R
- Ramsberg zu Donzdorf
- Ravenstein zu Böhmenkirch
- Rechberghausen
- Reichenbach im Täle zu Deggingen
- Reichenbach unter Rechberg zu Donzdorf
- Reußenstein zu Wiesensteig
- Riedenhof zu Hattenhofen
- Rindersteig zu Donzdorf
- Rommental zu Schlat
- Roßwälden zu Ebersbach an der Fils
- Rupertstetten zu Lauterstein

### S
- Salach
- Saurenhof zu Ottenbach
- Schafhof zu Albershausen
- Schafhöfle zu Ottenbach
- Scharfenhof zu Donzdorf
- Schattenhof zu Donzdorf
- Schillingshof zu Donzdorf
- Schimmelmühle zu Geislingen an der Steige
- Schlat
- Schlierbach
- Schloßhof zu Rechberghausen
- Schmelzofen zu Donzdorf
- Schneiderhof zu Börtlingen
- Schnittlingen zu Böhmenkirch
- Schonterhöfe zu Ottenbach
- Schonderhöhe zu Bad Ditzenbach
- Schopflenberg zu Göppingen
- Schurrhof zu Ottenbach
- Schützenhof zu Wäschenbeuren und Birenbach (als Weiler)
- Schweizerhof zu Börtlingen
- Sonnental (Fuchstal) zu Ottenbach
- Sparwiesen zu Uhingen
- St. Gotthardt zu Göppingen
- Stappenhof zu Donzdorf
- Staudenhof zu Donzdorf
- Staufeneck zu Salach
- Steighaus zu Lauterstein
- Steigmühle zu Geislingen an der Steige
- Steinenkirch zu Böhmenkirch
- Steinernes Kreuz zu Donzdorf
- Stixenhöfe zu Ottenbach
- Stötten zu Geislingen an der Steige
- Striethof zu Donzdorf
- Strietmühle zu Donzdorf
- Strudelhof zu Ottenbach
- Stumpenhof zu Eislingen/Fils
- Süddeutsche Baumwolleinindustrie zu Kuchen
- Sulpach zu Ebersbach an der Fils
- Süßen

### T
- Täleshof zu Eislingen/Fils
- Täscherhof zu Donzdorf
- Todtsburg zu Mühlhausen im Täle
- Trasenberg zu Böhmenkirch
- Treffelhausen zu Böhmenkirch
- Türkheim zu Geislingen an der Steige

### U
- Uhingen
- Unterböhringen zu Bad Überkingen
- Unterdrackenstein zu Drackenstein
- Untere Roggenmühle zu Geislingen an der Steige
- Unterhütt zu Uhingen
- Untermühleisenhöfe zu Ottenbach
- Unterweckerstell zu Donzdorf
- Ursenwang zu Göppingen
- Ursenwang zu Schlat

### V
- Vaihinger Hof zu Göppingen
- Vogelhof zu Donzdorf

### W
- Waldenhof zu Ottenbach
- Waldhausen zu Geislingen an der Steige
- Wangen
- Wannenhof zu Ottenbach
- Wannenhöfe zu Geislingen an der Steige
- Wäschenbeuren
- Wäscherhof zu Wäschenbeuren
- Wasserberghaus zu Bad Überkingen
- Weberhäusle zu Donzdorf
- Weilenberger Hof zu Uhingen
- Weiler ob der Fils zu Ebersbach an der Fils
- Weiler ob Helfenstein zu Geislingen an der Steige
- Weilerhöhe zu Hohenstadt
- Weißenstein zu Lauterstein
- Wiesensteig
- Wilhelmshöhe zu Dürnau
- Winzingen zu Donzdorf
- Wittingen zu Geislingen an der Steige

### Z
- Zachersmühle zu Adelberg
- Zell zu Börtlingen
- Zell unter Aichelberg
- Ziegelhof zu Wiesensteig
- Ziegelhütte zu Böhmenkirch
- Ziegelhütte zu Geislingen an der Steige
- Ziegelhütte zu Göppingen
- Ziegelhütte zu Wäschenbeuren
- Zirschberg zu Donzdorf